# Певзнер, Менахем-Мендл
Мена́хем-Мендл Пе́взнер (род. 27 апреля 1968, Нью-Йорк) — раввин, с 1996 года главный раввин Санкт-Петербурга.

## Биография
Родился в Нью-Йорке (США). Окончил духовную академию «Томхей-Тмимим Любавич» в Нью-Йорке, получил смиху на раввина и имеет квалификацию, необходимую для работы в раввинском суде. 
С июля 1992 г. Певзнер является посланником Любавического Ребе в Петербурге и главой Санкт-Петербургского раввинского суда. С 1996 г. – главный раввин С.-Петербурга, член Европейской конференции раввинов. 
Также Менахем-Мендл входит в состав раввинов ФЕОР и является членом Комитета посланников Любавического Ребе в СНГ.